# Baie de Kracheninnikov
La baie de Kracheninnikov (en russe : Бухта Крашенинникова) ou baie Tar'in (Тарьинская бухта) ou encore baie Tarja (Тарья) est une baie située sur la rive orientale de la péninsule du Kamtchatka, au sud de baie d'Avatcha entre la péninsule Krasheninnikov et le continent. Elle est ouverte vers le nord et s'avance dans les terres sur 10 km. La baie mesure 3,6 km de large et sa profondeur maximale est de 22 m. Administrativement, la baie se trouve dans le kraï du Kamtchatka, en Extrême-Orient russe. 
La baie est nommée d'après l'explorateur et géographe russe Stepan Kracheninnikov, qui y séjourna en 1739. Celui-ci nomme alors cette baie « Tar'in ». Plus tard, elle sera rebaptisée en son honneur dans la baie de Kracheninnikov.
Le contre-amiral David Price (en) est enterré sur les rives de la baie en 1854 après l'attaque de Petropavlovsk-Kamtchatski.
Plusieurs villes et villages sont situés sur les rives de la baie : Vilioutchinsk, Rybatchi et Iagodnoïé.
Sur la rive orientale de la baie se trouve un volcan éteint, le Tarja.
La base navale de Vilioutchinsk, dans laquelle sont stationnés les sous-marins de la Flotte du Pacifique, est située dans la baie. 